# Juan Vicente de Güemes y Pacheco
Juan Vicente de Güemes Pacheco de Padilla y Horcasitas (l'Havana, 5 d'abril de 1738 - Madrid, 2 de maig de 1799), II comte de Revilla Gigedo, va ser virrei i president de la Junta Superior de la Reial Hisenda de Nova Espanya del 16 d'octubre de 1789 a l'11 de juliol de 1794.

## Vida i obra
Fill del càntabre Juan Francisco de Güemes, I comte de Revilla Gigedo, va ser governador i capità general del virregnat de Nova Espanya, president de l'Audiència de Mèxic, superintendent subdelegat de Reial Hisenda, mines, argents vius i ram del tabac, president de la Junta Superior de Reial Hisenda i subdelegat general de correus del mateix regne.
Va arribar a Veracruz el 8 d'octubre de 1789 per assumir el càrrec de virrey. Va entrar a la capital el 17 del mateix mes i va rebre el comandament del virregnat en la vila de Guadalupe.
La seva primera preocupació va ser la capital del virregnat, la Ciutat de Mèxic. Va començar per introduir desguàs s tots els carrers. Després les pavimentà totes per igual i va instal·lar l'enllumenat públic per il·luminar-les de nit, va establir el servei de neteja i recol·lecció d'escombraries i va fer numerar les cases. L'exemple de la Ciutat de Mèxic es va estendre a les altres ciutats del virregnat. Així, van ser beneficiades poblacions com Veracruz, Toluca, Guadalajara, San Blas i Querétaro.
Una de les mesures a les quals més atenció va prestar el seu govern va ser al millorament de les Intendències, situació que va derivar en el foment del cultiu de cotó, cànem, seda i lli. Per millorar la comunicació i el tràfic comercial, Güemes va ordenar el disseny i la construcció d'una àmplia xarxa de camins moderns, destacant el que anava de la ciutat de Mèxic al port de Veracruz, realitzant obres d'enginyeria per salvar barrancs i rius. Una altra mesura que va implementar per a la millora del comerç va ser la de suprimir alguns dies festius.
Per separar el que era de la Reial Hisenda i incrementar la recaptació d'impostos per a benefici dels novohispans, va ordenar un minuciós estudi de les rendes que produïa el virregnat, a més es van recopilar i van reunir els papers de les oficines públiques que es trobaven dispersos i ell va ordenar la creació d'un sistema d'arxiu que va donar origen al que avui és Mèxic l'Arxiu General de la Nació. D'utilitat pràctica va ser el cens de població que va permetre conèixer el nombre exacte d'habitants, la seva raça i la seva manera de vida.
També va impulsar la creació del Libro de la Razón General de la Real Hacienda de Nueva España, encarregant la tasca a Fabián de Fonseca i Carlos de Urrutia. Llibre que era estipulat en l'Ordenança d'Intendents i que lamentablement no es va poder acabar de manera reeixida, publicat gairebé 50 anys després sota el títol de Historia general de Real Hacienda.
Al llarg del seu govern va recolzar diverses expedicions: en 1790 durant les excavacions a la plaça d'Armes es troba el Calendari Asteca. El capità Alejandro Malaspina recorre la costa d'Osolutan a San Salvador de Guatemala i posteriorment Califòrnia, per assegurar les possessions espanyoles, ocasionant problemes amb Anglaterra. Una altra expedició va ser a reconèixer el canal de López d'Haro en l'estret de Fuca. Va recolzar l'expedició de Martín de Sessé destinada a formar la flora mexicana.
En la seva faceta d'impulsor de l'educació va dotar l'Academia de San Carlos de grans i destacats mestres, va crear les càtedres de matemàtiques aplicades a l'arquitectura, anatomia a l'hospital general i la de fisiologia. i l'any de 1793 inaugura el Museu d'Història Natural.
Va deixar al seu successor, el marquès de Branciforte, una extensa instrucció de govern. Aquesta instrucció ha permès conèixer molt del que va fer Revillagigedo durant el seu govern així com els problemes que veia en el virregnat de Nova Espanya. El 1795 va tornar a la Península, i el 1796 fou nomenat durant un temps capità general de Catalunya. Deixà el càrrec per una malaltia que li provocava migranyes i poc després va morir a Madrid.
En honor d'ell s'han batejat les Illes Revillagigedo en el Pacífic.